# Хроленок, Сергей Фёдорович
Серге́й Фёдорович Хролено́к (1925, Иркутск — 12 апреля 1995, там же) — советский и российский историк, специалист по истории золотопромышленности Сибири. Доктор исторических наук, профессор.  Ветеран Великой Отечественной войны.

## Биография
Окончил историко-филологический факультет Иркутского государственного университета.
С 1949 года преподавал на историческом факультете Иркутского государственного педагогического института, где в 1969–1971 годах занимал должность декана, а в 1988–1990 годах являлся заведующим кафедрой истории СССР.
В 1962 году защитил диссертацию на соискание учёной степени кандидата исторических наук по теме «Формирование пролетариата в золотодобывающей промышленности Ленского горного округа (1861—1900)».
В 1974 году защитил диссертацию на соискание учёной степени доктора исторических наук по теме «Развитие золотодобывающей промышленности Восточной Сибири и Дальнего Востока (1832-1917 гг.)».

## Научные труды

### Монографии
- Хозяйственное освоение Сибири в XIX — начале XX вв. — 1991
- Золотопромышленность Сибири (1832—1917) : Ист.-экон. очерк. — Иркутск : Изд-во Иркут. ун-та, 1990. — 307,[1] с. : ил.; 21 см; ISBN 5-7430-0094-8 (В пер.)
- Положение рабочих и рабочее движение на Ленских золотых приисках (1861—1900). — Иркутск : [б. и.], 1961. — 72 с.; 20 см. — (Ученые записки/ М-во просвещения РСФСР. Иркутский гос. пед. ин-т; Вып. 18 (8)).

### Научная редакция
- Промышленное развитие Сибири в XIX — начале XX вв. : [Сб. ст.] / Иркут. гос. пед. ин-т; [Редкол.: С. Ф. Хроленок (отв. ред.) и др.]. — Иркутск : Иркут. ГПИ, 1989. — 110,[1] с.